# Kallirrhoë (Tochter des Lykos)
Kallirrhoë (altgriechisch Καλλι(ρ)ρόη Kalli(r)rhóē, deutsch ‚die Schönfließende‘) ist eine Gestalt der griechischen Mythologie. Sie ist die Tochter des libyschen Königs Lykos.
Lykos opferte Fremde, die nach Libyen kamen, gewöhnlich seinem Vater, dem Kriegsgott Ares. Auch dem Diomedes, der während seiner Irrfahrt nach dem Trojanischen Krieg in Libyen landete, sollte dieses Schicksal zuteilwerden. Kallirrhoë, in Liebe entbrannt, befreite den Gefesselten, Diomedes jedoch floh und ließ seine Retterin zurück. Aus Liebeskummer erhängte sich Kallirrhoë, die für Diomedes ihren Vater verraten hatte.